# 支柱蓼
支柱蓼（学名：Polygonum suffultum）为蓼科蓼属下的一个种。

## 扩展阅读
- 維基物種上的相關：支柱蓼